# Scortum
Scortum es un género de peces de la familia Terapontidae. Fue descrito por Gilbert Percy Whitley en 1943.

## Especies
- Scortum barcoo (McCulloch y Waite, 1917)
- Scortum hillii (Castelnau, 1878)
- Scortum neili Allen, Larson y Midgley, 1993
- Scortum parviceps (Macleay, 1883)